# Denney
Denney är en kommun i departementet Territoire de Belfort i regionen Bourgogne-Franche-Comté i östra Frankrike. Kommunen ligger i kantonen Fontaine som tillhör arrondissementet Belfort. År 2022 hade Denney 762 invånare.

## Befolkningsutveckling
Antalet invånare i kommunen Denney
| Referens: INSEE |